# آلوارو رودریگز
آلوارو رودریگز (انگلیسی: Álvaro Rodríguez؛ زادهٔ ۱۴ ژوئیهٔ ۲۰۰۴) بازیکن فوتبال اهل اسپانیا است.

## تیم ملی
وی در تیم‌های ملی فوتبال زیر ۱۸ سال اسپانیا و زیر ۲۰ سال اروگوئه بازی کرده‌است.

## دوران باشگاهی
او اولین بازی خود را در لالیگا برای رئال مادرید در پیروزی ۲-۰ مقابل اوساسونا در ۱۹ فوریه ۲۰۲۳ انجام داد. در ۲۵ فوریه، او اولین گل خود در لا لیگا را در تساوی ۱-۱ مقابل اتلتیکو مادرید به ثمر رساند.

## زندگی شخصی
وی در اسپانیا متولد شده‌است و مادرش نیز اهل اسپانیا است اما پدرش اصالتی اروگوئه‌ای دارد. پدرش، کوکیتو، نیز یک فوتبالیست حرفه‌ای بود.